# Пьолково
Пьолково (рос. Пёлково) — присілок у Лузькому районі Ленінградської області Російської Федерації.
Населення становить 6 осіб. Належить до муніципального утворення Толмачовське міське поселення.

## Історія
Згідно із законом від 28 вересня 2004 року № 65-оз належить до муніципального утворення Толмачовське міське поселення.

## Населення
| 1838 | 1848 | 1862 | 1885 | 1928 | 1958 | 1997 |
| ---- | ---- | ---- | ---- | ---- | ---- | ---- |
| 297  | →297 | ↘243 | ↗279 | ↗286 | ↘84  | ↘7   |
| 2007 | 2010 |      |      |      |      |      |
| ↘3   | ↗6   |      |      |      |      |      |